# Grand Prix automobile de France 1926

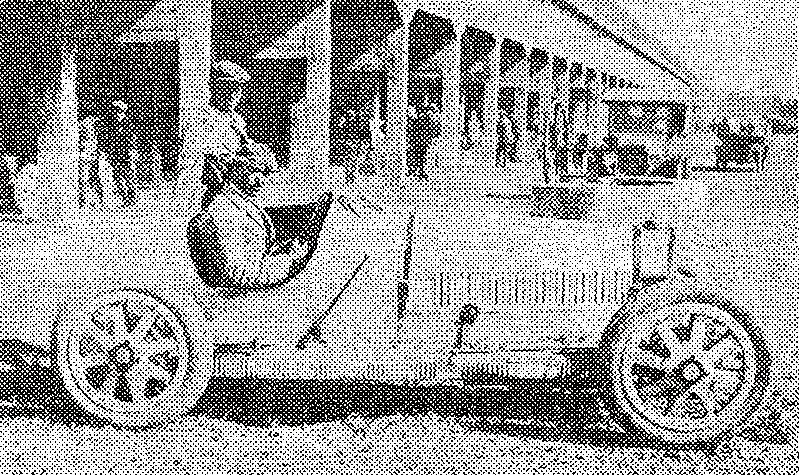
Jules Goux à Miramas en 1926.

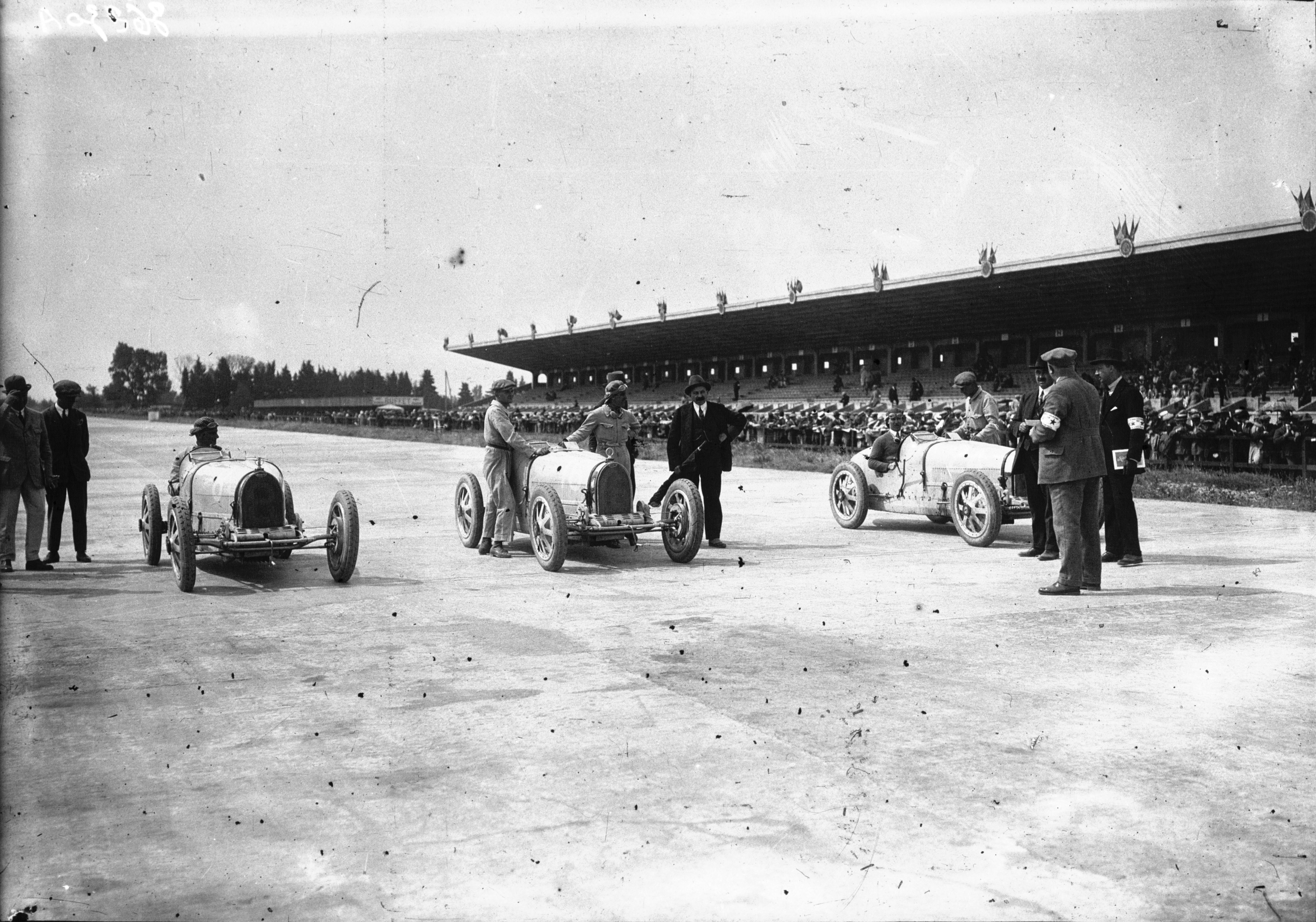
La ligne de départ (trois Bugatti).

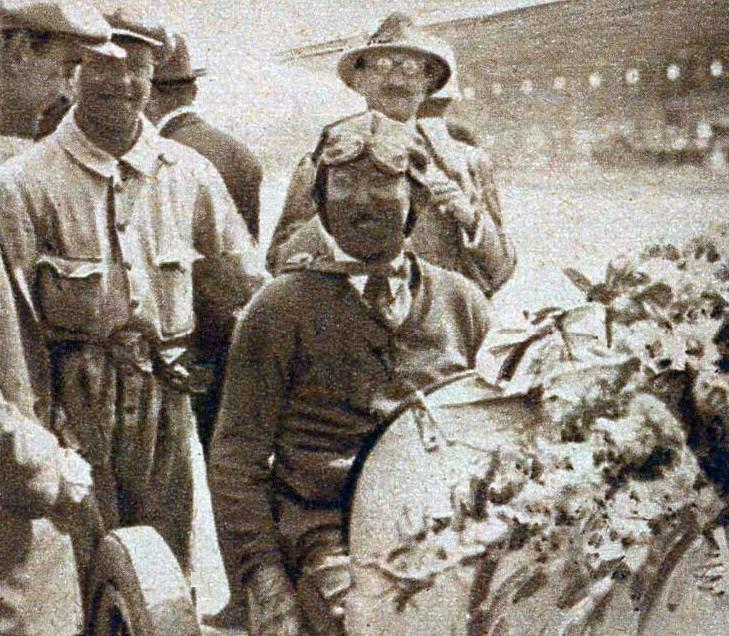
Jules Goux, vainqueur de l'épreuve.

Le Grand Prix automobile de France 1926 est un Grand Prix organisé par l'Automobile Club de France qui s'est tenu sur l'ovale de 5 km du circuit de Miramas le 27 juin 1926.
À la suite de nombreux désistements, seuls trois concurrents, tous sur Bugatti, prendront le départ.

## Notes et références

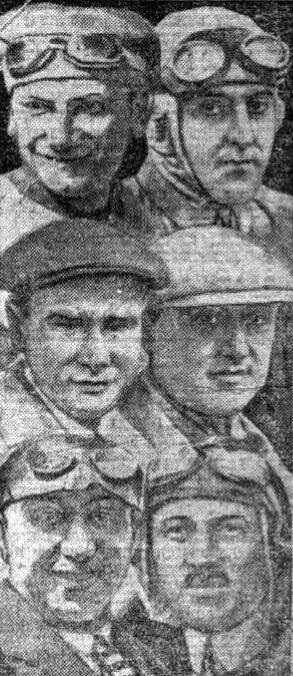
Préinscrits au Grand Prix de France 1926 (G haut à D bas, Constantini, de Viscaya, Casse, de Victor, Duray, et Morel).

## Classement
| Pos. | no | Pilote            | Automobile   | Tours | Temps/Abandon     |
| ---- | -- | ----------------- | ------------ | ----- | ----------------- |
| 1    | 24 | Jules Goux        | Bugatti T39A | 100   | 4 h 38 min 43 s 8 |
| Nc.  | 8  | Meo Costantini    | Bugatti T39A | 85    | + 15 tours        |
| Abd. | 16 | Pierre de Vizcaya | Bugatti T39A | 45    | Moteur            |
| Np.  | 2  | Henry Segrave     | Talbot 700   |       | Voiture pas prête |
| Np.  | 4  | Marcel Violet     | Sima-Violet  |       | Voiture pas prête |
| Np.  | 6  | Robert Benoist    | Delage 155   |       | Voiture pas prête |
| Np.  | 10 | Albert Divo       | Talbot 700   |       | Voiture pas prête |
| Np.  | 12 | ?                 | Sima-Violet  |       | Voiture pas prête |
| Np.  | 14 | Edmond Bourlier   | Delage 155   |       | Voiture pas prête |
| Np.  | 18 | Jules Moriceau    | Talbot 700   |       | Voiture pas prête |
| Np.  | 20 | ?                 | Sima-Violet  |       | Voiture pas prête |
| Np.  | 22 | ?                 | Delage 155   |       | Voiture pas prête |